# Підляський говір

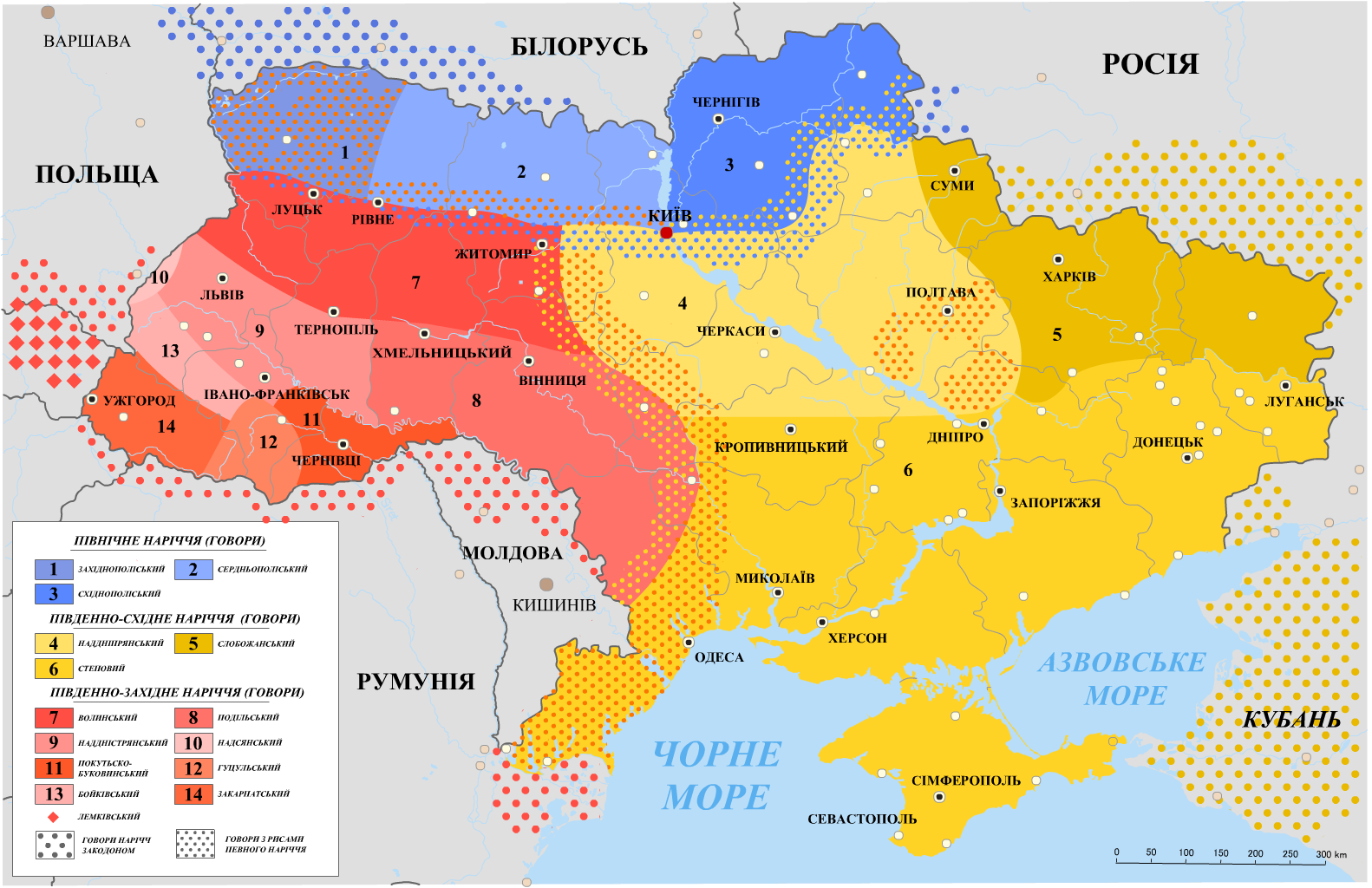
Карта українських наріч і говорів (2005). Підляський говір поширений тільки в Польщі, на захід від Бугу й північніше від місця, де сходяться кордони України, Польщі й Білорусі. На мапі — синіми крапками.

Підляський говір (давніше ще сідлецька говірка) — говір північного наріччя української мови.

## Назва
Назва «Підляський» ґрунтується на історичній назві землі, де поширені говірки — Підляшшя (біл. Падляшша, пол. Podlasie). Назва пішла від словосполуки «під ляхами», тобто, коло (близько) поляків. Хоч жорсткої межі говорів Підляшшя на сьогодні немає, оскільки сучасне населення краю складають мовці різних мов, проте у цілому не складно виявити за етнографічними працями сучасними так і минулими межі розселення українців, білорусів та поляків Підляшшя. А зокрема південь Підляшшя у Більському повіті Городенської губернії Російської Імперії більшість мали українці, потім поляки, білоруси, за перевагу українців (русинів) на півдні Підляшшя свідчать і польська мапа народонаселення Європи 1927 року, так і діалектологічні дослідження К. П. Михальчука 1871 року, Ю. Ф. Карського 1903-го, ба навіть результати московської діалектологічної комісії 1915-го, всі і подальші розвідки чітко зараховували міста, села та їх округи, а саме Нарев, Більськ, Поружани, Мельник тощо на південь до української мови. Зокрема нерозривним є діалектна тяглість волинсько-поліського діалекту на Берестейщині та півдні Підляшшя, до цього слід зауважити, що інколи і Холмщину долучали до поняття Підляшшя, де, як відомо, той же волинсько-поліський діалект, так і саме населення раніше складали саме українці (русини) ще не викликало у дослідників нарікань чи сумніву.

## Прикметні риси

### Звукові особливості
Підляський говір вирізняється двозвуками, що виникли на місці староукраїнських о та е в закритих наголошених складах та на місці давнього наголошеного ѣ. Двозвуки в українській мові є не тільки в підляських говірках, двозвуки прикметні для всіх діалектів Північного (Поліського) наріччя української мови. Затверділий звук р прикметний для українського північного наріччя та для подільського діалекту, а також для білоруської літературної мови. Проте лише ця не визначна особливість подекуди дає підстави частині білоруських науковців залічувати ці говірки до білоруської мови, хоч затверділий звук р прикметний і для північного та південно-західного наріччя української мови, так і в цілому ні для говірок Берестейщини, ні півдня Підляшшя не характерно ні акання, ні дзекання, ні цекання, ні пом'якшення «е» перед приголосними, більшість характерних особливостей білоруської мови, не знаходять свого відображення у говірках Підляшшя і Берестейщини.
| Літературна українська | Волинсько-поліський діалект української мови | Підляська говірка | Літературна білоруська |
| ---------------------- | -------------------------------------------- | ----------------- | ---------------------- |
| Рядок                  | Радок                                        | Радок             | Радок                  |
| Ріка                   | Рика                                         | Рика              | Рака                   |
| Рябий                  | Рабий                                        | Рабий             | Рабы                   |
| Уряд                   | Урад                                         | Урад              | Урад                   |
| ходити                 | ходити                                       | ходити            | хадзіць                |
| Дід-Дідок              | Дід-Дидок                                    | Дієд-Дидок        | Дзед-Дзядок            |
| На дубі                | На дубови                                    | На дубови         | На дубе                |
| Кінь                   | Кинь                                         | Куинь, Куонь      | Конь                   |

Примітка: підляської говірку записано українською абеткою

## Поширення

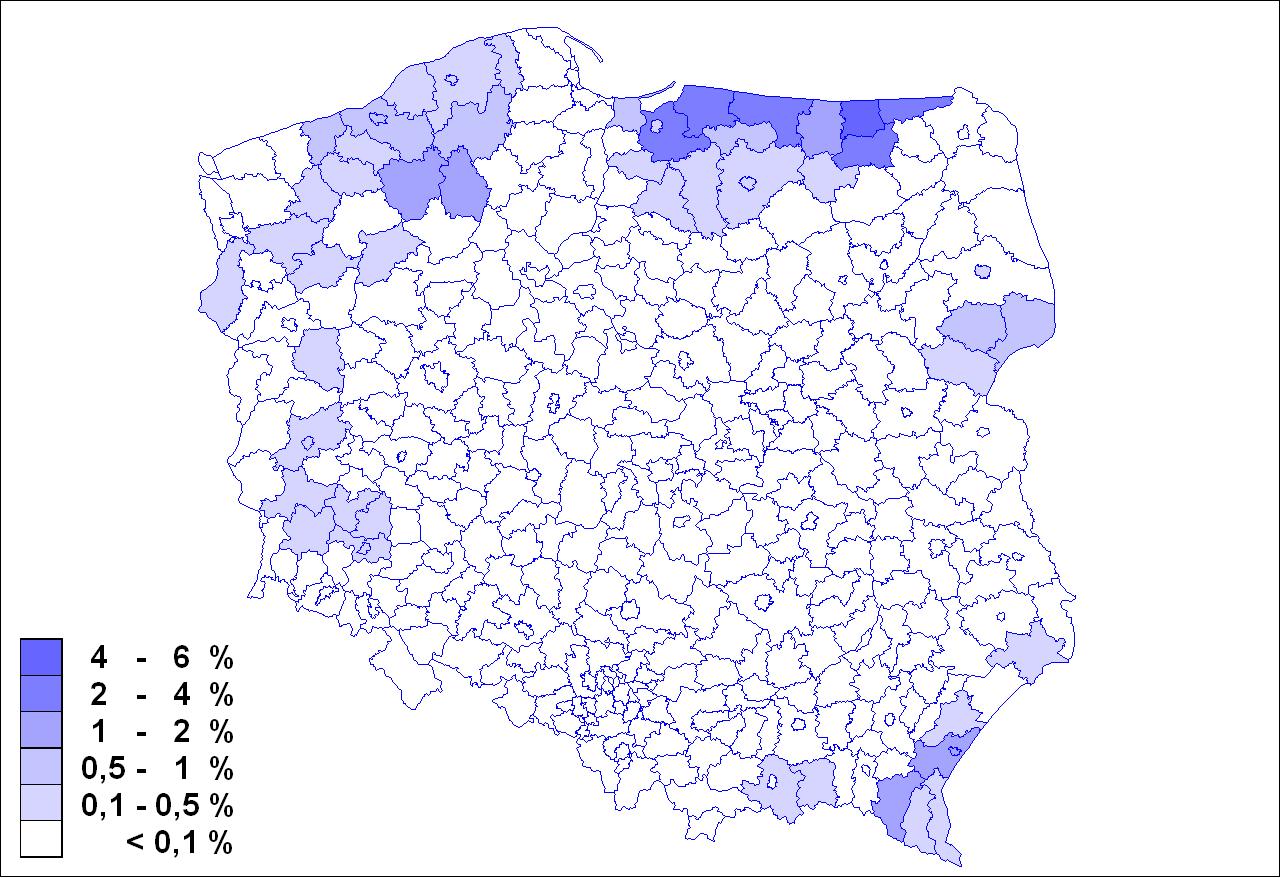
Українці в Польщі. 2002 рік. Мовці говірки живуть передусім у чотирьох повітах: Більському, Сім'ятицькому, Гайнівському й у місті Білостоці.

Говірки поширені на сході сучасної Польщі та пересікають межу і побутують на Волині і на Берестейщині. На півдні говірки межували спорідненими їм Холмською говіркою яку подекуди теж зараховують до регіону Підляшшя, говірки Холмщини тепер, після операції «Вісла», практично зникли в народному мовленні Холмщини. Межа між говірками проходить південніше від умовної лінії Володава — Парчів. На сході за межу говірки править річка Західний Буг, тепер це кордон між Польщею та Білоруссю. На півночі говірки Підляшшя потроху переходять у говори білоруські з характерними рисами білоруської мови, найчастіше за межу вважають річку Нарву. На заході говірка потроху переходить у польські говори. Частина мовців говірки після акції «Вісла» живе в Північних та Західних землях Польщі та на Волині.

## Правопис
У 1988 році український письменник та історик Юрій Гаврилюк запропонував фонетичний правопис на основі української орфографії для українських говірок на Підляшші. Ним вийшло осібне видання статті «Історія Пудляша (Берестейської землі) в X—XIV століттях» (Гайнувка, 1990), а ще номери «Нашої газети». Цим правописом друкуються матеріали говіркою в часописі «Над Бугом і Нарвою». Крім того, Юрій Гаврилюк записує говіркові тексти латинкою на базі польської орфографії. Нею видана книга «Nechaj żywe Pudlasze» (Більськ, 2001).

## Див. ще
- Підляська мікромова
- Проста мова